# Brachymystax lenok
Brachymystax lenok es una especie de pez teleósteo de la familia Salmonidae.

## Morfología
Los machos pueden alcanzar los 70 cm de longitud total y 8 kg de peso.
Las hembras sólo alcanzan los 60 cm.

## Alimentación
Brachymystax lenok come insectos adultos y sus larvas, anfípodos, pececillos, ranas y huevos de salmón.

## Hábitat
Es un pez marino y de agua dulce, anádromo, de clima templado y bentopelágico.

## Distribución geográfica
Se encuentra en Siberia, Corea y el norte de China.

## Observaciones
Es inofensivo para el ser humano.